# Au Revoir Taipeh
Au Revoir Taipeh ist eine romantische Komödie aus dem Jahr 2010, in deren Mittelpunkt sowohl die Liebe als auch die Stadt Taipeh stehen. Sie ist das Spielfilmdebüt des taiwanesischen Regisseurs Arvin Chen und ist in Deutschland vor allem durch die Teilnahme an der Berlinale 2010 bekannt.

## Handlung
Kai lebt in Taipeh, arbeitet im Nudelimbiss seiner Eltern und führt eine Fernbeziehung zu seiner Freundin nach Paris. Um sie zu besuchen, macht er ein Geschäft mit dem zwielichtigen Bruder Bao: Bao finanziert das Flugticket nach Frankreich und im Gegenzug erklärt Kai sich bereit, ein geheimnisvolles Päckchen zu überbringen. 

Der Film zeigt Kais letzte Nacht in Taipeh, in der er zusammen mit Susie, die in einem Buchladen arbeitet und vorsichtiges Interesse für Kai zeigt, in eine turbulente Abfolge von Ereignissen verwickelt wird.
Auch Jiyong, Kais bester Freund, Hong, Gaos Rechte Hand und Anführer einer Gruppe von Nachwuchsgangstern, und ein unglücklich verliebter Polizist treten auf. 

Über etliche Missverständnisse, Verfolgungsjagden und eine Entführung tritt das Ziel Paris in den Hintergrund. Stattdessen entdeckt Kai Taipeh als „Stadt der Liebe“.

## Rezeption
Im deutschsprachigen Raum wurde Au Revoir Taipeh von den Kritikern generell positiv aufgenommen.

Cinema.de nannte den Film eine „comichafte Lovestory“ und schrieb: „Arvin Chens Spielfilmdebüt ist eine Liebeserklärung an die Filme der Nouvelle Vague. Die Klasse eines Godard […] oder Truffaut […] erreicht seine verspielte Liebeskomödie zwar nicht. Doch die Unbeschwertheit, mit der Chen seine Geschichte erzählt, erinnert durchaus an die großen Vorbilder.“

## Auszeichnungen
Internationale Filmfestspiele Berlin 2010
- Netpac Award für Arvin Chen

Cinemanila International Film Festival 2010
- Nominierung für den Lino Brocka Award in der Kategorie International Competition

Deauville Asian Film Festival 2010
- Lotus Award in der Kategorie Jury Prize
- Nominierung für den Lotus Award in der Kategorie Best Film

San Francisco International Asian American Film Festival 2010
- Audience Award in der Kategorie Best Narrative